# Grupo de Acción Lesbiana Feminista
El Grupo Ação Lésbica Feminista, también conocido por el acrónimo GALF, fue una de las primeras organizaciones del Movimiento Homosexual Brasileño (MHB). Fundada en octubre de 1981, en la ciudad de São Paulo, por las activistas Míriam Martinho, Rosely Roth y colaboradores, terminó sus actividades en marzo de 1990.
Único grupo de activistas lesbianas que permaneció activo durante casi toda la década de 1980, tuvo una trayectoria pionera en la visibilización de las lesbianas en el período, ya sea a través de la publicación de los boletines Chanacomchana y Um Outro Olhar, o a través de las actividades que realizó junto con los movimientos homosexuales y feministas brasileños y el incipiente movimiento lésbico internacional. También se destacó por realizar el happening en Ferro's Bar con el fin de revertir la prohibición de venta del boletín Chanacomchana en el lugar, luego consagrado como Día Nacional del Orgullo Lésbico en julio de 2003. Además, se hizo notable por su participación pionera en medios impresos y televisivos en una época en la que hablar abiertamente sobre la homosexualidad todavía era poco común.

## Publicaciones
Producida y editada por Míriam Martinho como un fanzine, a partir de collages y textos mecanografiados, Chanacomchana reunirá producciones de los miembros del GALF, especialmente en sus primeros tres años, y luego, con mayor publicidad para el grupo, de colaboradores de Todo el país. Abordando específicamente temas lésbicos y de la mujer en general, Chanacomchana tuvo 12 ediciones hasta 1987, dando paso al título Um Outro Olhar, más centrado en la experiencia lésbica, con 10 ediciones publicadas hasta febrero de 1990. Este último título será continuado, como revista, por la Red de Información Lésbica Um Otra Mirada de la década de 1990.

## Activismo
Además del acontecimiento político en Ferro's Bar, el GALF participó en la lucha por las dos banderas del Movimiento Homosexual de los años 80, reivindicando su apoyo junto a los parlamentarios:
1. La campaña contra el código CID 302.0, seguida por el INAMPS en Brasil, que consideraba la homosexualidad una enfermedad mental.
2. La campaña por la inclusión, en el inciso IV del artículo 3 de la Constitución de 1988 (artículo 153 de la Constitución de 1969), de la frase “contra la discriminación por preferencia u orientación sexual” en conjunto con los grupos Triângulo Rosa y Grupo Gay de Bahía. A nivel internacional, participó en dos encuentros históricos de articulación del Movimiento Lésbico Internacional:
- La 8.ª Conferencia del Servicio Internacional de Información Lésbica (ILIS), celebrada en Ginebra del 25 al 28 de marzo de 1986, a partir de la cual se originaron las redes regionales lésbicas de Asia y América Latina.
- Encuentro de Feministas-Lésbicas de América Latina y el Caribe, en la ciudad de Cuernavaca, Morelos, México, en octubre de 1987.

## Visibilidad en la prensa
La activista del GALF Rosely Roth se destacó en la prensa y en la televisión en la década de 1980, especialmente por la manifestación en el Ferro's Bar, registrada por Folha de São Paulo, en un artículo del periodista Carlos Brickman, en fotografías de Ovídio Vieira y dos participaciones en programas de la presentadora Hebe Camargo el 25 de mayo de 1985 y el 29 de abril de 1986.
El GALF también dará origen a la Red de Información Lésbica Um Outro Olhar, fundada el 12 de abril de 1990, que continuará la producción del boletín Um Outro Olhar, luego revista Um Outro Olhar y desarrollará, a partir de 1995, los primeros proyectos sobre salud lesbiana financiado por agencias gubernamentales.